# 플레이스테이션 스토어
플레이스테이션 스토어(PlayStation Store)는 소니의 플레이스테이션 4과 플레이스테이션 비타 등 사용자가 이용할 수 있는 플레이스테이션 네트워크를 통한 온라인 가상 시장이다. 많은 양의 유·무료 다운로드 가능 콘텐츠를 제공한다. 이용 가능한 콘텐츠에는 게임, 애드온 콘텐츠, 게임 체험판, 테마와 게임·영화의 트레일러가 있다. 스토어는 플레이스테이션 3과 포터블에 있는 XMB로 접속이 가능하다. 플레이스테이션 3 스토어는 리모트 플레이 연결을 이용해 포터블에서도 접속이 가능하다. 포터블 스토어는 PC용 응용 프로그램인 미디어 고를 통해 접속할 수 있다. 2009년 9월 24일, 전 세계적으로 플레이스테이션 스토어에서 총 6억번의 다운로드가 이루어졌다.
2012년 6월 29일을 기해 여성가족부가 시행한 선택적 셧다운제에 의하여 대한민국에서는 서비스를 이용할 수 없었다.
소니에서 셧다운제에 대한 시스템 대응을 마쳐 2013년 5월 16일부터 다시 스토어를 이용할 수 있게 되었다. 단, 만 18세 이상의 유저만 이용할 수 있다.

## PSP 미니스
플레이스테이션 스토어에서 PSP Go와 기존 PSP 제품 사용자를 위한 미니게임 브랜드 '미니스'(minis)라는 새로운 섹션이 추가되었다. 게임들의 제한용량은 100 MB 이하로 작고, 저렴하며, 다운로드 방식으로만 공급한다.
PSP Go의 출시에 맞춰 북미 지역에서 10월 1일, 테트리스, 스도쿠 등 7개 미니스 게임이 공개되었다. 소니는 연말까지 미니스 게임을 50개로 키워 나갈 예정이다.
한편 소니엔터테인먼트코리아 소프트웨어 부서 장용혁 과장과 《월간 게이머즈》와의 인터뷰에서 한글화 배급 여부와 개시 시기를 묻는 질문에 장용혁 과장은 “국내(대한민국) 지원은 아직 준비가 되어 있지 않지만 꼭 이루어져야 할 과제”라고 생각한다며 “되도록이면 저렴하게 출시할 수 있도록 할 예정”이라고 밝혔다.

## 통화
엑스박스 360의 엑스박스 라이브 마켓플레이스나 닌텐도의 Wii 쇼핑 채널과 DSi 샵같은 각자 특정한 통화가 있는 것과는 다르게, 플레이스테이션 스토어는 실제 각 나라에 해당하는 통화를 쓴다.

## 같이 보기
- 마이크로소프트 스토어
- 닌텐도 e숍